# BAE Harrier II
«Харриер» II (англ. Harrier II) — второе поколение штурмовиков вертикального взлёта и посадки «Харриер». Британская версия базируется на американском самолёте AV-8B, который, в свою очередь, был разработан на основе британского «Харриера» первого поколения. Снят с вооружения Королевских ВВС и ВМС Великобритании и имеет обозначения Harrier GR7/GR9. Британская версия Harrier II отличается от американской AV-8B наличием дополнительного пилона для размещения ракет под каждой консолью крыла и использованием оригинальной авионики.

## История
McDonnell Douglas AV-8B Harrier II является развитием ранней модификации семейства штурмовиков вертикального взлета и посадки -AV-8A Harrier. Harrier ранних модификаций, эксплуатировался в подразделениях морской пехоты США и имел небольшую дальность полета и слабую бомбовую нагрузку.
В конце 1973 года правительства Великобритании и США подписали соглашение о совместном проекте по созданию штурмовика вертикального взлета и посадки AV-16A "Super Harrier". Разработку планера осуществляли британская компания Hawker Siddeley и американская McDonnell Douglas, а проектирование нового двигателя "Пегас" британская Rolls-Royce и американская Pratt & Whitney.
В июне 1974 года, по экономическим причинам, англичане прекратили финансирование разработки нового самолёта. Фирма McDonnell Douglas приобрела лицензию на изготовление английских штурмовиков вертикального взлета и посадки AV-8A и создала на базе этого самолёта усовершенствованный вариант AV-8B Harrier II.
В 1981 году США и Великобритания подписали договор о совместном производстве штурмовика. Сборку нового самолёта было решено организовать на двух сборочных линиях: в Великобритании на заводе фирмы "British Aerospace" в г. Дансфолд и в США на заводе фирмы "McDonnell Douglas" в г. Сент-Луис.
Для летных испытаний в 1978 году были переоборудованы два самолёта AV-8A и в 1981 году построены четыре предсерийных самолёта Harrier II. Первый полет предсерийного самолёта состоялся 5 ноября 1981 года. Летные испытания предсерийных самолётов продолжались до конца 1983 года. Поставки серийных самолётов корпусу морской пехоты США начались в январе 1984 года.
В 1987 году British Aerospace и McDonnell Douglas приняли решение о создании штурмовика Harrier II с установкой в носовой части самолёта импульсно-доплеровской РЛС. Эта модификация улучшила его характеристики по нанесению наземных ударов и позволяла самолёту вести воздушный бой.
Последняя модификация самолёта Harrier II была запущена в производство в декабре 2003 года, после чего было объявлено, что она станет последней.
20 октября 2010 года правительство Великобритании приняло решение снять самолёты BAE Harrier II с вооружения. К апрелю 2011 года самолёты были списаны. В перспективе в составе морской авиации Великобритании место списанных Harrier займут американские палубные истребители F-35B и F-35C (Lightning II).
14 ноября 2011 года британское агентство по реализации государственного имущества подписало контракт с США на продажу всех 74 списанных BAE Harrier II GR9/A. В настоящее время Морская пехота США имеет на вооружении 126 Harrier II AV-8B. Британские Harrier II Королевских ВВС подверглись глубокой модернизации и отличаются от американских аналогов более современной авионикой и вооружением. Двигатели Rolls-Royce Pegasus Mark 105/107 британского Harrier II развивают большую мощность по сравнению с Rolls-Royce F402-RR-408, установленными на американских штурмовиках.
Покупка США списанных британских самолётов необходима ВМС и Морской пехоте США, чтобы не допустить дефицита штурмовиков вертикального взлёта и посадки, вызванного задержкой в разработке Lockheed Martin F-35 Lightning II.

## Конструкция
AV-8B Harrier II - свободнонесущий моноплан с высокорасположенным стреловидным крылом, однокилевым хвостовым оперением, с одним подъемно-маршевым ТРДД с управляемым вектором тяги и велосипедным шасси. В конструкции самолёта доля использования композиционных материалов составляет 26%, в результате удалось снизить массу конструкции, увеличив при этом запас топлива и боевую нагрузку. В конструкции планера используются алюминиевые сплавы, сталь и сплавы титана.
Фюзеляж - типа полумонокок. Носовая часть фюзеляжа полностью изготовлена из композиционных материалов. Остекление фонаря, герметизированной кабины летчика, обеспечивает хороший круговой обзор. В кабине установлено катапультное кресло, которое обеспечивает аварийное покидание самолёта на нулевой скорости на стоянке.
Крыло - стреловидное, трехлонжеронное кессонного типа, обшивка крыла фрезерованные панели, на последующих модификациях крыло полностью из композита. Для повышения маневренности в воздушном бою в корневой части крыла установлены наплывы. На верхней поверхности носка крыла установлены аэродинамические гребни, а на верхней поверхности крыла 24 турбулизатора.
На концевых частях крыла установлены обтекатели крыльевых вспомогательных стоек шасси. Для увеличения дальности при перегоночных полетах к концам  консолей крыльев крепятся специальные законцовки, увеличивающие размах и площадь крыла. Закрылки отклоняются на -50 градусов.
Хвостовое оперение - однокилевое стреловидное. Стабилизатор стреловидный, цельноповоротный имеет небольшой излом по передней кромке. Киль изготовлен из алюминиевых сплавов, а в конструкции стабилизатора использованы композиционные материалы.
Шасси - велосипедного типа с двумя подкрыльевыми опорами. Передняя опора поворотная, угол поворота 45 градусов, самоориентирующаяся. Передняя опора имеет одно колесо и убирается вперед по полету. Основная опора с масляно-воздушной амортизацией имеет спаренные колеса и убирается назад по полету. Подкрыльевые вспомогательные стойки телескопические одноколесные. Шасси снабжены антиюзовыми автоматами и дисковыми тормозами.
Силовая установка - подъемно-маршевый турбовентиляторный двухконтурный двигатель Rolls-Royce Pegasus 11-21E (в США имеет обозначение Rolls-Royce F402-RR-406), с отклоняемым вектором тяги, мощностью 9890 кгс. По бокам фюзеляжа расположены четыре поворотных сопла. Сопла поворачиваются синхронно, максимальный угол поворота сопел 98,5 градусов. Передняя пара сопел связана с контуром вентилятора, а задняя с контуром высокого давления.
Для исключения повторного засасывания горячих газов в воздухозаборник, при вертикальном взлете и посадке, на самолёте установлены поперечный отклоняемый подфюзеляжный щиток и два неподвижных продольных гребня, размещенные на подфюзеляжных обтекателях пушек. Поперечный щиток отклоняется и убирается одновременно с выпуском и уборкой шасси. Воздухозаборники боковые круглые нерегулируемые. Питание двигателя воздухом, на вертикальных режимах работы, обеспечивают восемь створок, которые располагаются по периметру воздухозаборников.
Топливо размещается в двух крыльевых и пяти фюзеляжных баках общей емкостью 2870 литров. Для выполнения перегоночных полетов предусмотрена возможность дополнительной установки подвесных топливных баков емкостью до 1500 литров. Заправочная горловина расположена у обтекателя левого заднего поворотного сопла. Для возможности проведения дозаправки в воздухе, на самолёте над верхней частью левого воздухозаборника установлена съемная штанга топливоприемника.
Система управления самолётом - проводка управления жесткого типа. Стабилизатор и элероны отклоняются при помощи дублированного гидропривода. Для управления при полетах на малых скоростях и на режимах вертикального взлета и посадки используется газодинамическая система управления. Система состоит из пяти сопел-клапанов. Для продольного управления в носовой и хвостовой частях самолёта размещены два сопла. Для поперечного управления установлены два сопла на законцовках крыльев. Для путевого управления одно сопло размещено в хвостовой части фюзеляжа. Воздух в газодинамическую систему управления отбирается от компрессора высокого давления, включение системы происходит автоматически при отклонении сопел на угол более 20 градусов.
Гидравлическая система - дублированная применяется для привода поверхностей управления, уборки и выпуска шасси.
Электрическая система - генератор переменного тока мощностью 12 кВА, две аккумуляторные батареи напряжением 28 В и емкостью 25 Ач.
Кислородная система - баллон с жидким кислородом емкостью 5 л.
Радиоэлектронное оборудование - состоит из помехозащищенных УКВ и КВ радиостанций, аппаратуры радиолокационного опознавания, аппаратуры ближней навигации, приемника системы посадки, цифрового вычислителя аэродинамических параметров, электронно-оптического индикатора на лобовом стекле, системы управления оружием с телевизионной и лазерной системой наведения. Также на штурмовике установлена электронная комплексная система радиопротиводействия и радиоразведки, включающая станцию постановки активных помех, обнаружительный приемник, устройство выброса инфракрасных ловушек и противорадиолокационных отражателей. В носовой части под обтекателем находится инфракрасная система переднего обзора.
Вооружение - две подфюзеляжные пушечные установки с пушками револьверного типа калибра 25 мм, боекомплект по 200 патронов к каждой пушке. Для размещения другого вооружения служат девять узлов подвески: одна под фюзеляжем между пушечными установками и по четыре под каждой консолью крыла. Два подкрыльевых узла, расположенных впереди подкрыльных стоек шасси, служат для установки управляемых ракет класса "воздух-воздух" или "воздух-поверхность". Остальные узлы могут быть использованы для подвески бомб и пусковых установок неуправляемых авиационных ракет.

## Модификации
- GR.5 — базовая модификация, для ВВС Великобритании, оснащен двигателями Rolls-Royce Pegasus 105,  построен 41 экземпляр.
- GR.5A — переходная модель к GR.7, 21 экземпляр. Изготовлены по контракту заключенному с компанией British Aerospace (BAE) в 1990 году, без системы FLIR.
- GR.7 — модернизированный вариант GR.5, с возможностью ночного штурмовика за счет системы FLIR с датчиками в носовой части фюзеляжа, цифровой движущейся карты и кабины пилота, в которой возможно использования очков ночного видения[1].
- GR.7A — модернизированный вариант GR.7 с новым двигателем Pegasus 107.
- GR.9 — модернизированный вариант GR.7 с новой авионикой и вооружением. Первый полет в 2001 году.
- GR.9A — модернизированный вариант GR.7A с новой авионикой и вооружением.
- T.10 — учебно-боевой вариант на базе TAV-8B. Двухместный учебно-тренировочный, с возможностью ночного штурмовика. В августе 1992 года был заключен контракт на поставку 13 самолётов для ВВС Великобритании. В отличие от американского аналога, английские Т10 полностью боеспособны[1].
- T.12 — модернизированный T.10 для обучения пилотов на GR.9, 9 экземпляров.
- T.12A — с новым и более мощным двигателем Pegasus 107.

## Боевое применение и эксплуатация
Первые вылеты "Harrier II" с применением оружия по наземным целям состоялись в январе 1991 года во время операции "Буря в пустыне". Всего во время операции участвовали 86 самолётов "Harrier II" они действовали с береговых аэродромов и с палуб универсальных десантных кораблей. Первый удар был нанесен по позициям иракской артиллерии у города Хафджи. В дальнейшем штурмовики бомбили объекты на территории оккупированного Кувейта, летали на вооруженную разведку и оказывали поддержку наступающим войскам.
Всего в ходе операций "Щит пустыни" и "Буря в пустыне" Harrier II выполнили 3380 боевых вылетов, общий налет составил 4083 часа, при средней продолжительности полета 1,2 часа. Потери составили пять самолётов, плюс один самолёт разбился во время ночного тренировочного полета. С 1992 по 2003 год эскадрильи этих штурмовиков участвовали в операции по обеспечению запрета полетов над Южным Ираком.
В середине 1990-х годов штурмовики AV-8B участвовали в чрезвычайных и гуманитарных операциях в Сомали, Бурунди, Либерии, ЦАР, Албании, Заире и Руанде, обеспечивая воздушное прикрытие с воздуха и вооруженную разведку. В 1999 году 12 самолётов участвовали в операции НАТО "Союзные силы" по бомбардировке Югославии.
С 20 марта 2003 года AV-8B участвовали в боевых действиях во Второй иракской войне. В течение месяца они выполнили около 2000 боевых вылетов.
С 2001 года "Harrier II" принимал участие в операции "Несокрушимая свобода" в Афганистане. 14 сентября 2012 года шесть самолётов "Harrier II" были уничтожены и два сильно повреждены в результате налета талибов.
60 самолётов участвовали в войне в Ираке в 2003 году, было совершено более 1000 боевых вылетов по поддержке наземных подразделений морской пехоты США,
В марте-апреле 2011 года участвовали в операции "Одиссей Доун" против Ливии.
Помимо США и Великобритании самолёты AV-8B поступили на вооружение ВМС Испании и Италии. В ВМС Италии эти штурмовики с борта легкого авианосца "Джузеппе Гарибальди" участвовали в операциях в Сомали (1995), в Югославии (1999), в Афганистане (2001-2002) и в Ливии (2011). Испанские AV-8B участвовали в операции по обеспечению запрета полетов над Боснией и Герцеговиной.

## Авиационные происшествия и катастрофы
По данным Aviation Safety Database, в различных происшествиях и катастрофах было потеряно 28 самолётов BAe Harrier II.
| Дата       | Бортовой номер | Место катастрофы                   | Жертвы | Краткое описание |
| ---------- | -------------- | ---------------------------------- | ------ | --- |
| 22.10.1987 | ZD325          | Атлантический океан                | 1/1    | Harrier GR.5 проходящий заводские испытания упал в океан в 250 км от Ирландии. Предположительно пилот катапультировался из-за неисправности кислородного оборудования, а самолёт продолжил неуправляемый полёт. Тело пилота было обнаружено позже. |
| 17.10.1990 | ZD355          | Каруп                              | 0/1    | Harrier GR.5 1-й эскадрильи разбился из-за отказа двигателя. |
| 29.05.1991 | ZG473          | Гютерсло                           | 0/1    | Harrier GR.7 4-й эскадрильи разбился из-за пожара в стартере. |
| 29.07.1991 | ZD353          | Виттеринг, Кембриджшир             | 0/1    | Harrier GR.5 совершил аварийную посадку после пожара в воздухе из-за неисправности электрооборудования. Списан без ремонта. |
| 30.09.1991 | ZD412          | Гютерсло                           | 0/1    | Harrier GR.5 3-й эскадрильи получил серьёзные повреждения при взлёте, съехав с ВПП. |
| 07.08.1992 | ZD350          | Виттеринг, Кембриджшир             | 0/1    | Harrier GR.5 1-й эскадрильи разбился после взлёта из-за отказа стартера. |
| 28.06.1993 | ZD430          | Хекингтон, Линкольншир             | 0/1    | Harrier GR.7 3-й эскадрильи разбился из-за столкновения с птицами. |
| 23.11.1993 | ZD432          | Дахук                              | 0/1    | Harrier GR.7 4-й эскадрильи разбился из-за отказа двигателя во время дозаправки в воздухе. |
| 14.01.1994 | ZD349          | Астон Сомервилл Вустершир          | 1/1    | Harrier GR.7 20-й эскадрильи разбился из-за столкновения с птицами. Лётчик отвёл самолёт в сторону от деревни и не успел катапультироваться. |
| 01.06.1995 | ZG475          | Солуэй-Ферт                        | 1/1    | Harrier GR.7 упал в море. |
| 19.02.1996 | ZG476          | Кембриджшир                        | 0/1    | Harrier GR.7 1-й эскадрильи разбился при заходе на посадку из-за взрыва двигателя в воздухе. |
| 09.01.1997 | ZD377          | Лаабрюк                            | 0/1    | Harrier GR.7 4-й эскадрильи разбился при взлёте. |
| 19.05.1997 | ZD400          | Виттеринг, Кембриджшир             | 0/1    | Harrier GR.7 1-й эскадрильи разбился из-за неправильных действий лётчика с поворотными соплами. |
| 03.06.1997 | ZG861          | Ньютон Стюарт Дамфрис-энд-Галловей | 0/1    | Harrier GR.7 3-й эскадрильи разбился из-за отказа компрессора. |
| 31.10.1997 | ZD324          | Виттеринг, Кембриджшир             | 0/1    | Harrier GR.7 3-й эскадрильи разбился из-за отказа двигателя. |
| 25.11.1997 | ZD462          | Сардиния                           | 0/1    | Harrier GR.7 1-й эскадрильи упал в воду при ночной посадке на авианосец. Удержался на плаву и был поднят на борт корабля. После ремонта списан в наземные учебные макеты.                                                                          |
| 07.07.1998 | ZG533          | Лаарбрюк                           | 0/1    | Harrier GR.7 3-й эскадрильи разбился из-за столкновения с птицами. |
| 18.12.1998 | ZD434          | Дарем                              | 1/1    | Harrier GR.7 20-й эскадрильи разбился во время учебных стрельб. |
| 29.01.1999 | ZG856          | Рейчел, Невада                     | 0/1    | Harrier GR.7 3-й эскадрильи разбился в горах во время учений. |
| 04.02.1999 | ZD326          | Зонсбек                            | 0/1    | Harrier GR.7 4-й эскадрильи разбился. Один погибший на земле. |
| 09.07.1999 | ZD345          | Серфлит, Линкольншир               | 0/1    | Harrier GR.7 4-й эскадрильи разбился из-за неполадок в двигателе. |
| 14.07.1999 | ZG532          | Корнхилл-он-Туид, Нортамберленд    | 0/1    | Harrier GR.7 4-й эскадрильи разбился из-за неудачного манёвра отклонения от Embraer EMB 312 Tucano. |
| 24.08.2000 | ZH654          | Уилтшир                            | 0/2    | Harrier T.10 разбился при посадке. |
| 31.07.2001 | ZG509          | Линкольншир                        | 0/1    | Harrier GR.7 3-й эскадрильи получил сильные повреждения из-за проблем с двигателем и топливопроводом во время полета. После аварийной посадки отправлен в ремонт, но во время транспортировки загорелся. Переделан в статический макет.            |
| 02.08.2002 | ZD464          | Суффолк                            | 0/1    | Harrier GR.7 20-й эскадрильи упал в море у побережья во время авиашоу. |
| 13.07.2006 | ZG512          | Оксфордшир                         | 0/1    | Harrier GR.9 1-й эскадрильи после столкновения с птицей упал на шоссе. Пострадал один человек, в машину которого попали обломки самолёта. |
| 26.01.2010 | ZD461          | Лас-Вегас                          | 0/1    | Harrier GR.9 1-й эскадрильи получил повреждения при пожаре на испытаниях из-за заклинивания тормозных колодок. Из-за снятия данного типа самолёта с вооружения списан без ремонта.                                                                 |
| 10.11.2010 | ZD470          | Кардифф                            | 0/1    | Harrier GR.9 800-й морской эскадрильи получил повреждения после столкновения с птицами. Списан без ремонта. |

## Тактико-технические характеристики
Приведенные характеристики соответствуют модификации GR.7. Источник данных: Nordeen 2006, Appendix C.
Технические характеристики
- Экипаж: 1 (пилот)
- Длина: 14,12 м
- Размах крыла: 9,25 м
- Высота: 3,56 м
- Площадь крыла: 22,6 м²
- Масса пустого: 5700 кг
- Нормальная взлётная масса: 7123 кг
- Максимальная взлётная масса: 14 061 кг
  - при вертикальном взлёте: 8595 кг
- Силовая установка: 1 × ТРДД Rolls-Royce Pegasus Mk. 105
- Тяга: 1 × 96,7 кН

Лётные характеристики
- Максимальная скорость: 1065 км/ч
- Боевой радиус: 556 км
- Практический потолок: 15 000 м
- Скороподъёмность: 74,8 м/с

Вооружение
- Стрелково-пушечное: 2 × 30 мм пушки ADEN
- Точки подвески: 9 (8 под крылом, 1 под фюзеляжем)
- Боевая нагрузка: 3650 кг
- Управляемые ракеты:  
  - ракеты «воздух-воздух»: 6 × AIM-9 Sidewinder
  - ракеты «воздух-поверхность»: 4 × AGM-65 Maverick
- Неуправляемые ракеты:  
  - 4 × 18 × 68 мм ракет SNEB в блоках Matra
  - 4 × 19 × 70 мм ракет CRV7 в блоках LAU-5003
- Бомбы: свободнопадающие и корректируемые.